# Michel Bouillon

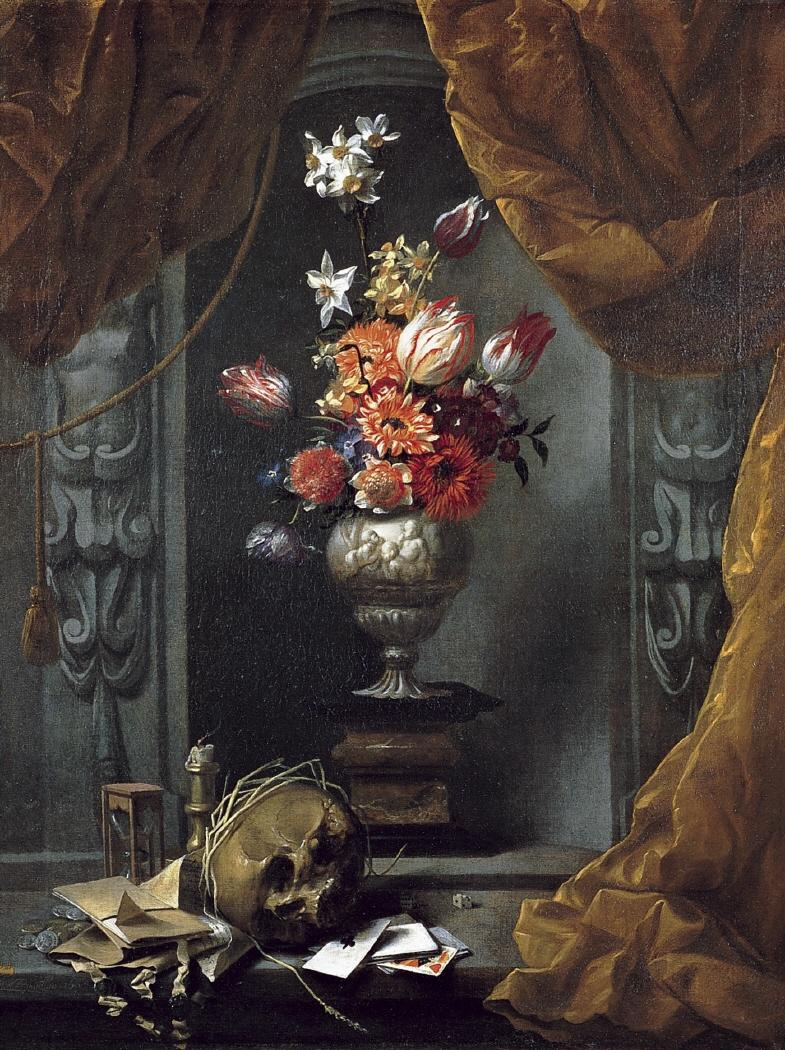
Bodegón de vanitas con florero, óleo sobre lienzo, 114 x 85 cm, Madrid, Real Academia de Bellas Artes de San Fernando

Michel Bouillon o Michel de Bouillon (Ere, Tournai, ? - Tournai, 1670) fue un pintor de flores, frutas y naturalezas muertas con caza. 
Michel Bouillon nació en Ere, ahora integrada en el municipio de Tournai (Bélgica) donde hacia 1638 fue admitido en el gremio local de pintores y se le documenta hasta 1673. En 1670 participó en la decoración de la entrada solemne de Luis XIV en Tournai.
Especializado en la pintura de bodegones, las obras por él firmadas son escasas y pertenecen tanto al tipo de naturalezas muertas de flores, frutas y piezas de caza en interiores arquitectónicos, como a las escenas de mercado, las guirnaldas de flores y las pinturas del género vanitas, en deuda tanto con la escuela francesa como con la flamenca y en un estilo algo arcaico. En una obra como el Interior de cocina con Cristo en casa de Marta y María del Museo de Bellas Artes de Arrás acusa todavía la influencia de pintores como Joachim Beuckelaer, al asociar un tema religioso relegado al fondo de la composición con un suntuoso bodegón de cocina dispuesto en primer término.